# Герб Григориополя
Герб Григориополя — символ города Григориополя.

## История

### Первый герб
Первый герб города утверждён 23 октября (10 октября по старому стилю) 1794 года. На гербе щит разделён на 7 частей. В верхней части герба на золотом фоне изображение чёрного двуглавого орла со щитом на груди; в центре в четырехугольнике изображение образа Спаса; в 1-й части на зелёном фоне серебряный агнец, несущий хоругвь; во 2-й части на красном фоне орёл со скипетром в когтях; в 3-й части на красном фоне лев, уходящий налево; в 4-й части на зеленом фоне крепость, на которой размещён склонённый набок флаг; в центральной нижней части корона на подставке.
Данный герб почти точно повторяет изобретённый в XVIII веке «герб Царства Армянского», но дополнен вверху двуглавым орлом.
В 2012 году во время празднования 220-годовщины города Григориополя был возвращён малый герб образца 1794 года. В январе 2013 года решением главы администрации Григориополя был утверждён исторический герб, как современный герб города.

### Второй герб
В 1872 году был составлен новый проект герба. На зеленом щите изображение святого Григория с распростёртыми руками в серебряной одежде и с золотым венцом. В вольной части щита — герб Херсонской губернии. Щит увенчан серебряной башенной короной и окружён золотыми колосьями, соединёнными Александровской лентой. Проект так и не был утверждён.

### Третий герб, современный
В 2005 году администрация Григориополя объявила конкурс на лучший проект герба и флага города. Весной 2007 года на сессии Григориопольского Совета народных депутатов были подведены итоги конкурса. По словам заместителя главы администрации А. Зибиной на гербе «учтены все моменты, связанные с жизнью города — и Днестр, и развитие жизни в виде солнца, и колосья — связь с землей». Одобренный депутатами проект был отправлен в Геральдический совет при президенте ПМР.
20 августа 2018 года Президент Приднестровья Вадим Красносельский предложил вернуть городам Приднестровья их исторические гербы. В настоящее время Григориополю вернули дореволюционный герб.

## Галерея

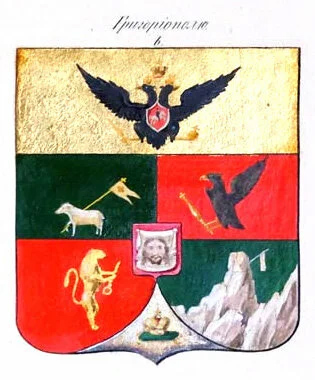
Официальное изображение герба 1794 года
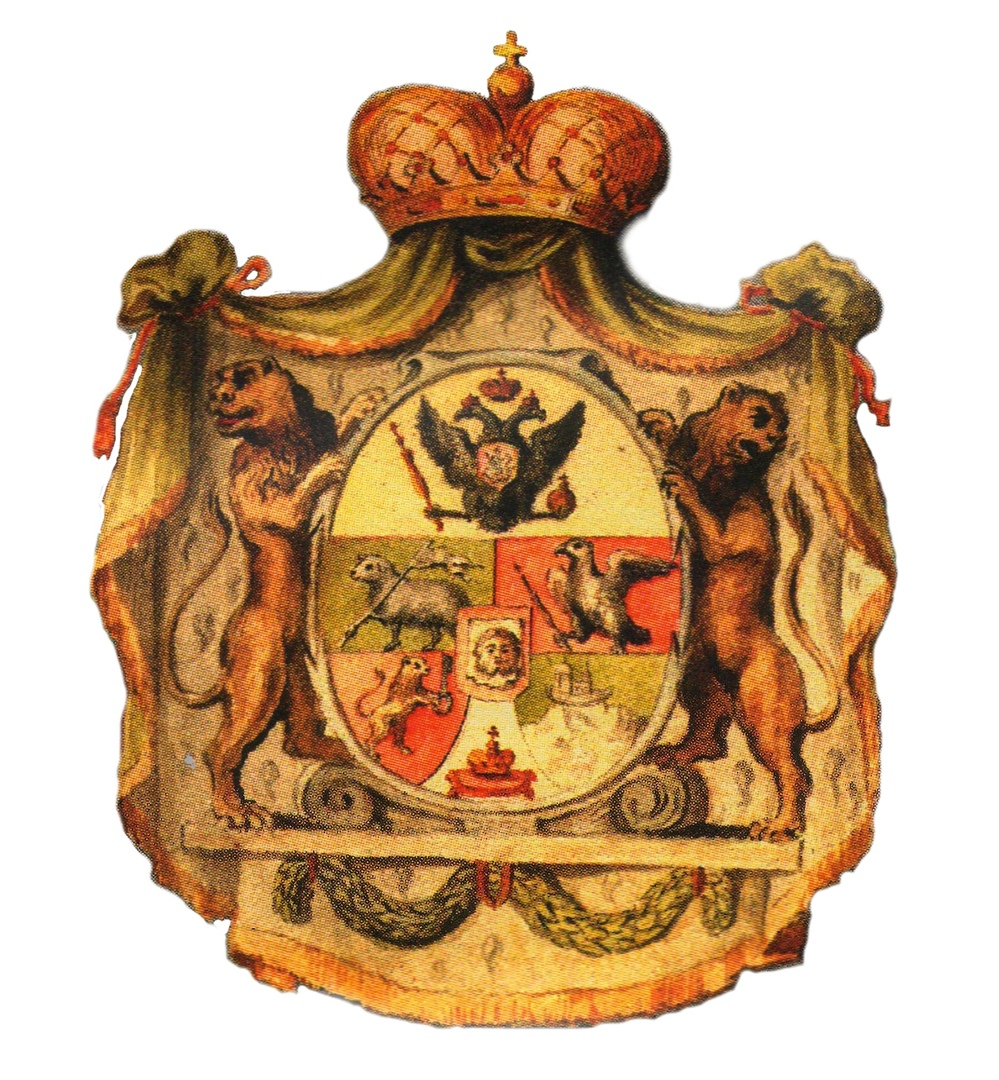
Герб города времён Екатерины II
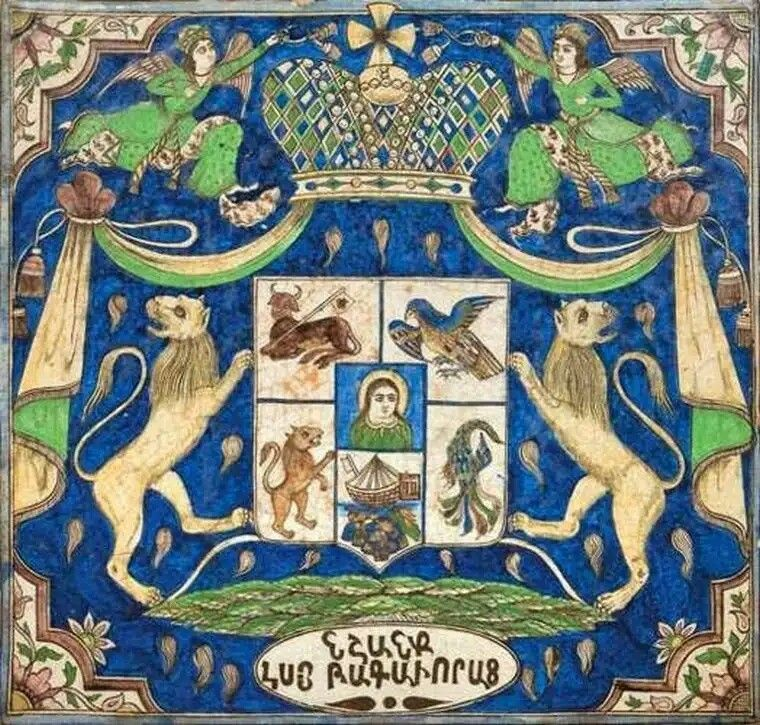
Герб «Царства Армянского». Рисунок 1850 года
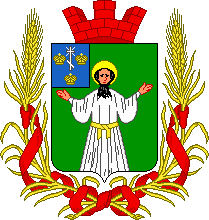
Проект герба 1872 года
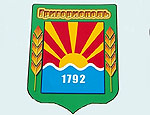
Советский герб